# Futarasan jinja
Futarasan jinja (二荒山神社) é um templo xintoísta na cidade de Nikko, província de Tochigi, Japão. Ele também é conhecido como Santuário Nikkō Futarasan, para distinguí-lo do santuário próximo em Utsunomiya, Tochigi. O Futarasan consagra três divindades: Ōkuninushi, Tagorihime, e Ajisukitakahikone. Ele localiza-se entre o Nikkō Tōshō-gū e o Mausoléu Taiyū-in. Muitos visitantes vão para os três templos, bem como para o Rinnō-ji.

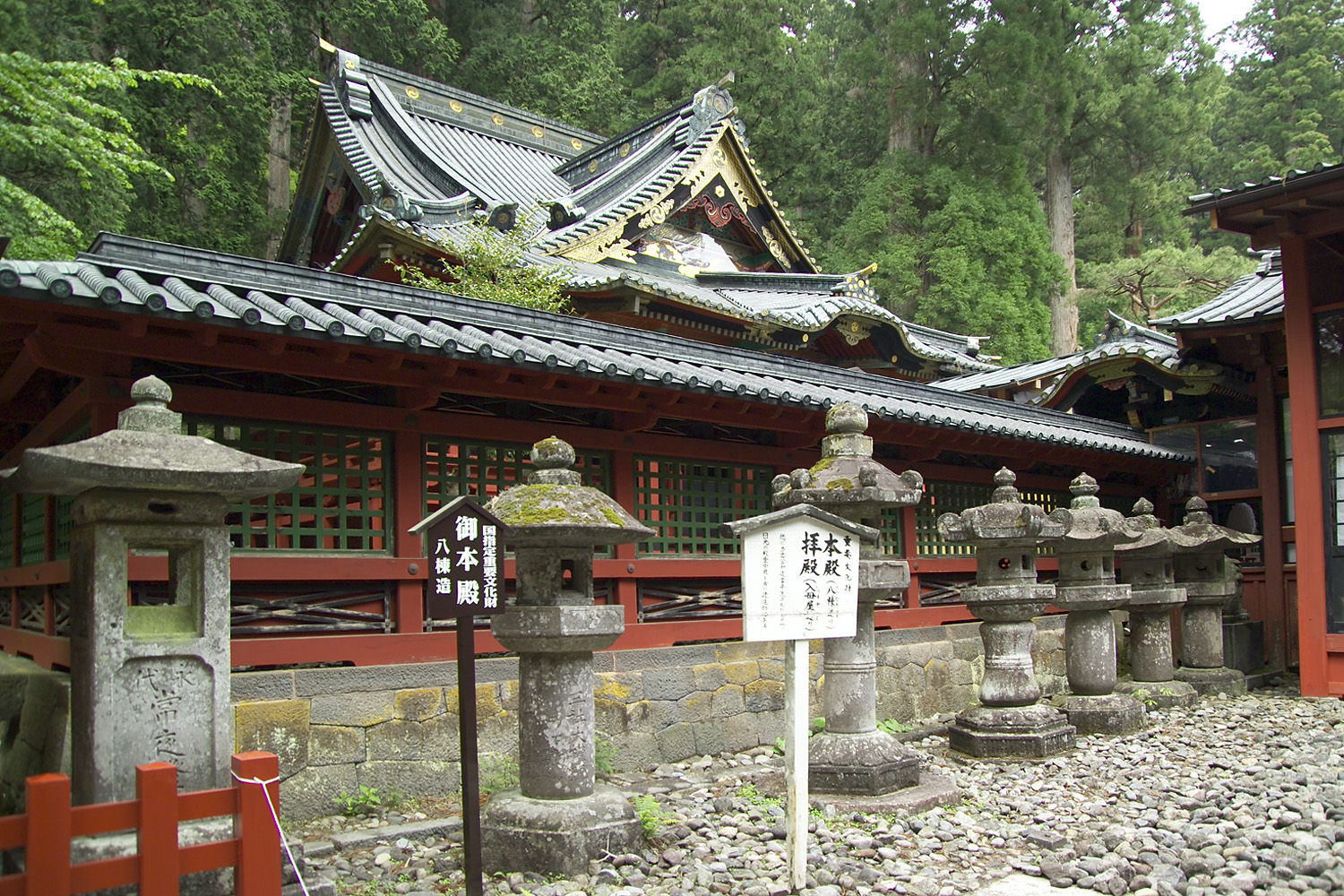
The honden (main hall) lies within the enclosure.

Junto com o Nikkō Tōshō-gū e o Rinnō-ji, ele forma os templos budistas e xintoístas de Nikkō, patrimônio mundial da UNESCO.
O templo possui duas espadas que são Tesouros Nacionais do Japão. Além disso, dezenas de construções e artefatos culturais estão listados como Ativos Culturais Importantes.
A Ponte Sagrada (神橋, shinkyō) que cruza o Rio Daiya pertence ao Santuário Futarasan. Esta estrutura vermelha bonita é conhecida como uma das três pontes mais bonitas no Japão e é um portão de entrada para Nikko. A ponte foi registrada como patrimônio mundial em dezembro de 1999. O Shinkyo mede 28 metros de altura, 7,4 metros de largura e situa-se 10,6 metros acima do Rio Daiya.
De acordo com a lenda, um sacerdote chamado Shōdō e seus seguidores subiram o Monte Nantai no ano 766 para orar pela prosperidade nacional. No entanto, eles não podiam atravessar o fluxo rápido do Rio Daiya. Shōdō orou e um deus de 3 metros de altura chamado Jinja-Daiou apareceu com duas cobras enroladas em volta de seu braço direito. Jinja-Daiou liberou as cobras azul e vermelha e elas se transformaram em uma ponte parecida com arco-íris coberta com juncos, que Shōdō e seus seguidores poderiam usar para atravessar o rio. Este é o motivo de a ponte às vezes ser chamada de Yamasugeno-jabashi, que significa "Ponte de Cobra de Junco".
O Shinkyo foi reconstruído muitas vezes mas segue os mesmos padrões de design desde 1636, quando ele seria usado pelos mensageiros da corte imperial. Ele foi aberto ao público em geral desde 1973.

## História
O templo foi fundado em 767 por Shōdō shōnin (勝道上人). O templo leva seu nome do Monte Nantai, que também é chamado de Futarasan (二荒山).

### Período Yayoi
Os arqueólogos afirmam que durante o período Yayoi o go-shintai (御神体) (um yorishiro que abriga o kami consagrado) mais comum entre os templos xintoístas era o pico de uma montanha próxima que fornecia seus fluxos de água, e portanto vida, para as planícies abaixo, onde o povo vivia.
O Monte Nantai constitui o go-shintai do Futarasan, e o templo é um exemplo importante deste antigo tipo de culto à montanha. O próprio nome Nantai (男体) significa "corpo do homem". A montanha não apenas fornece água para os arrozais abaixo, mas tem a forma de uma pedra fálica encontrada em sítios Jomon pré-agrícolas.

### Período Heian
O Futarasan foi projetado como o templo xintoísta principal (ichinomiya) para a antiga província de Shimotsuke.

### Períodos Meiji-Showa
De 1871 a 1946, o Futarasan foi oficialmente designado um dos Kokuhei Chūsha (国幣中社), o que significa que ele tinha um nível médio entre os templos xintoístas nacionalmente importantes ranqueados.

## Galeria

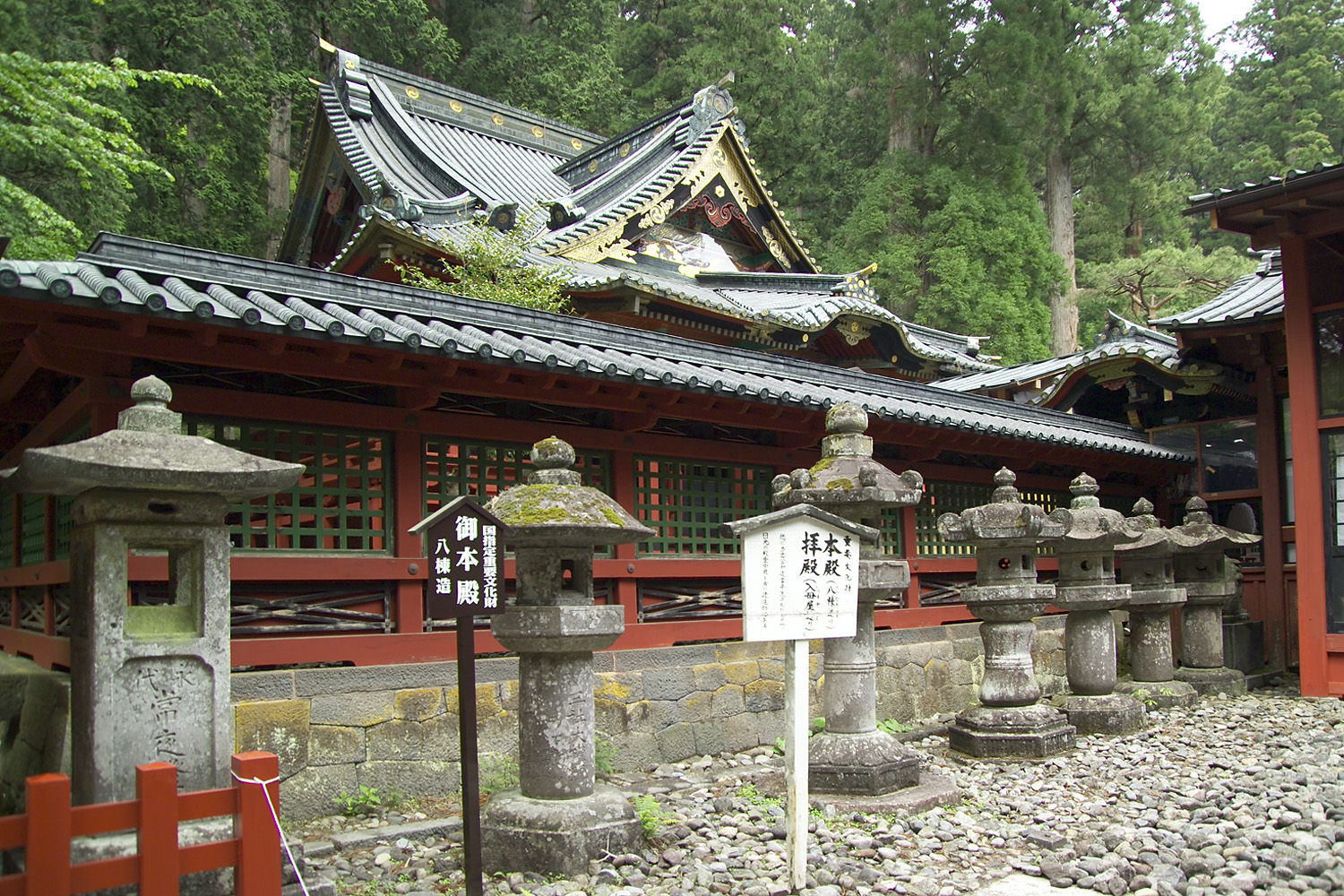
The salão principal (honden) encontra-se dentro do recinto
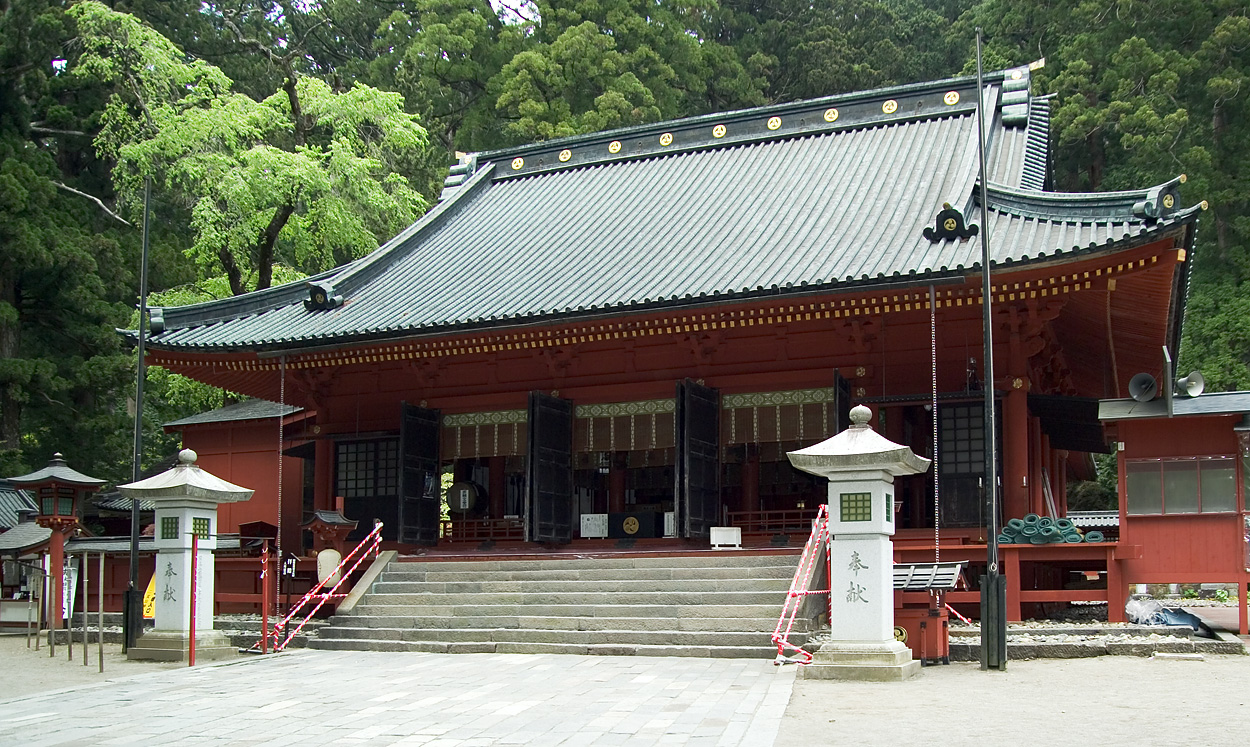
Haiden
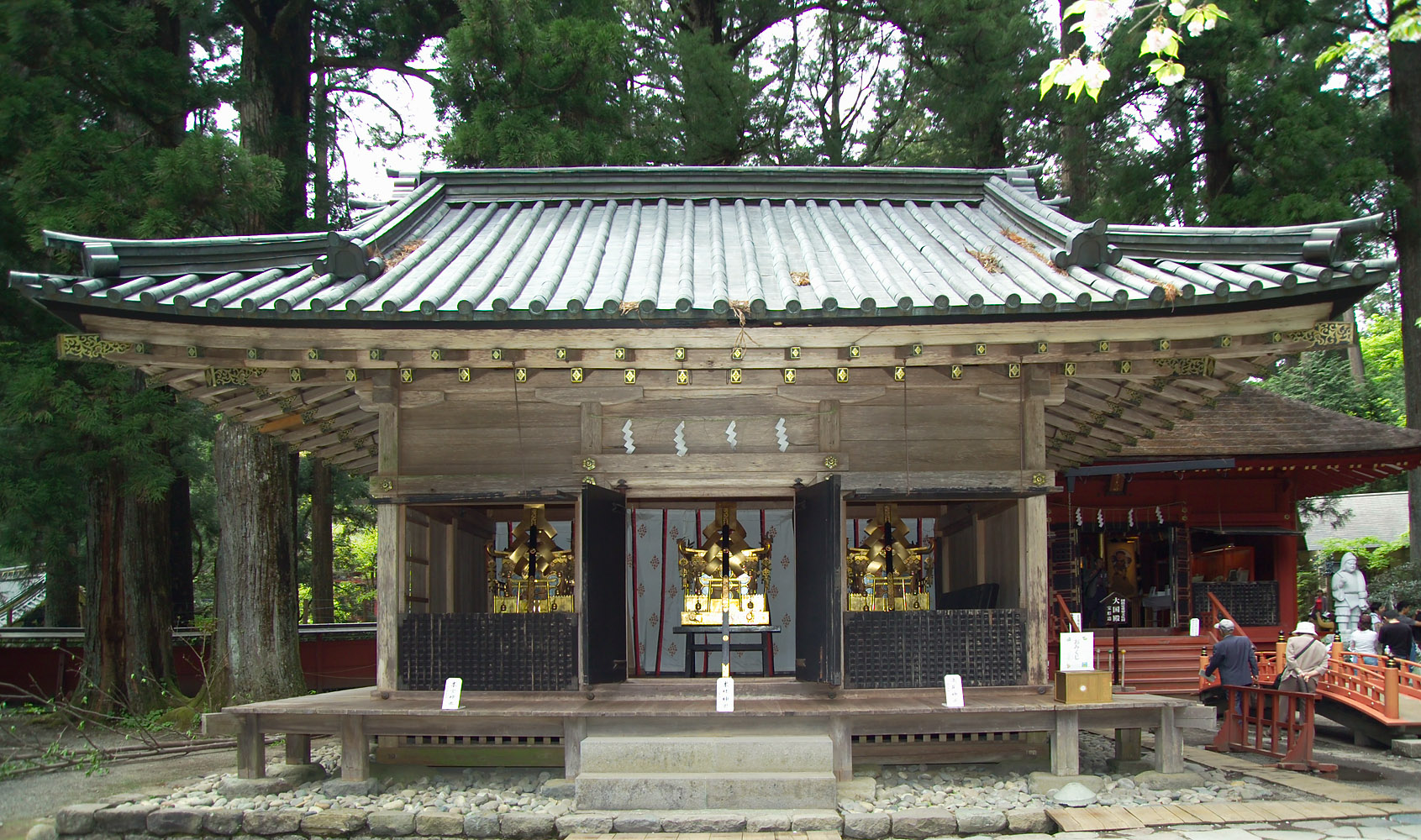
Construção que abriga o mikoshi
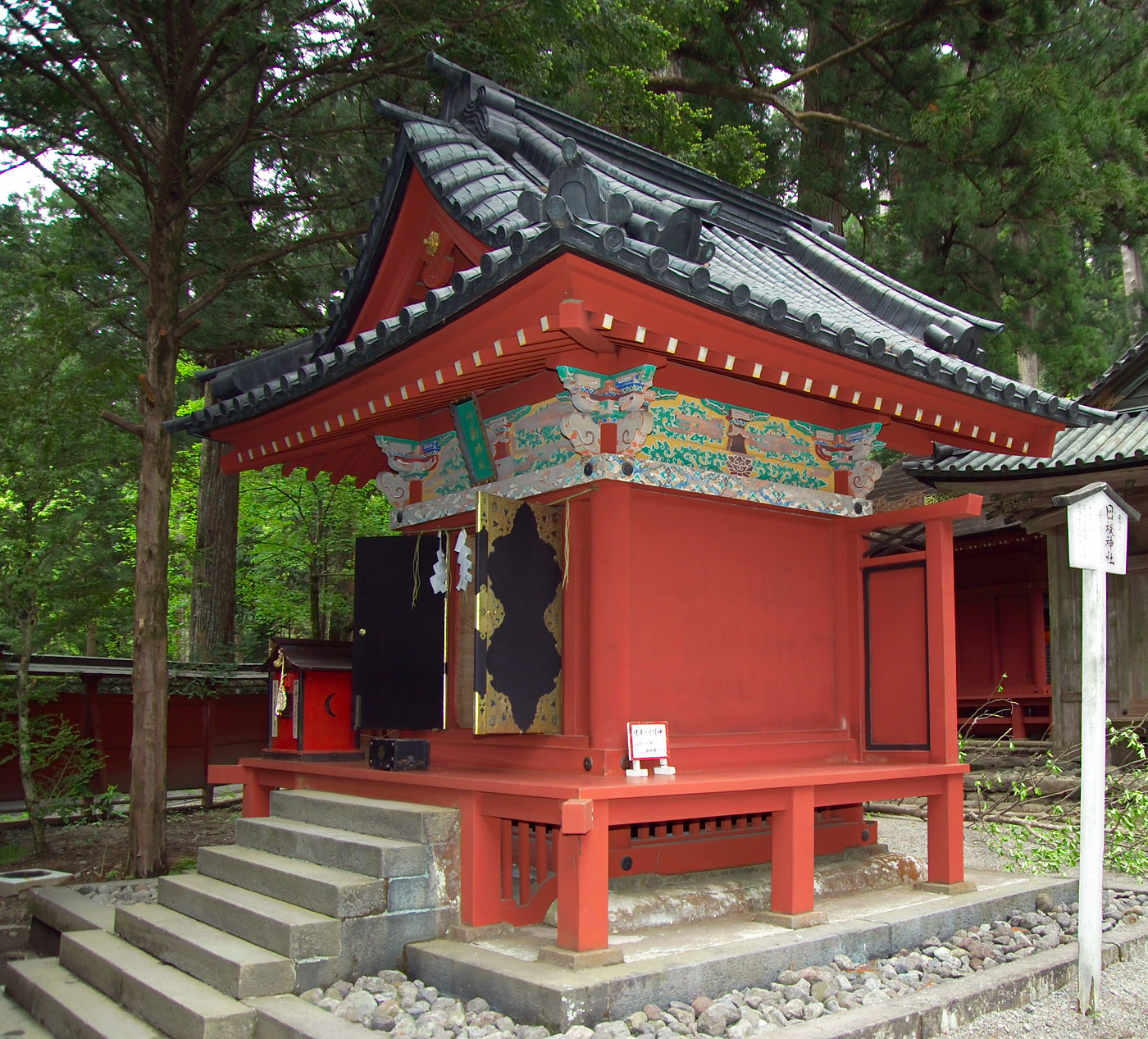
Templo Hie
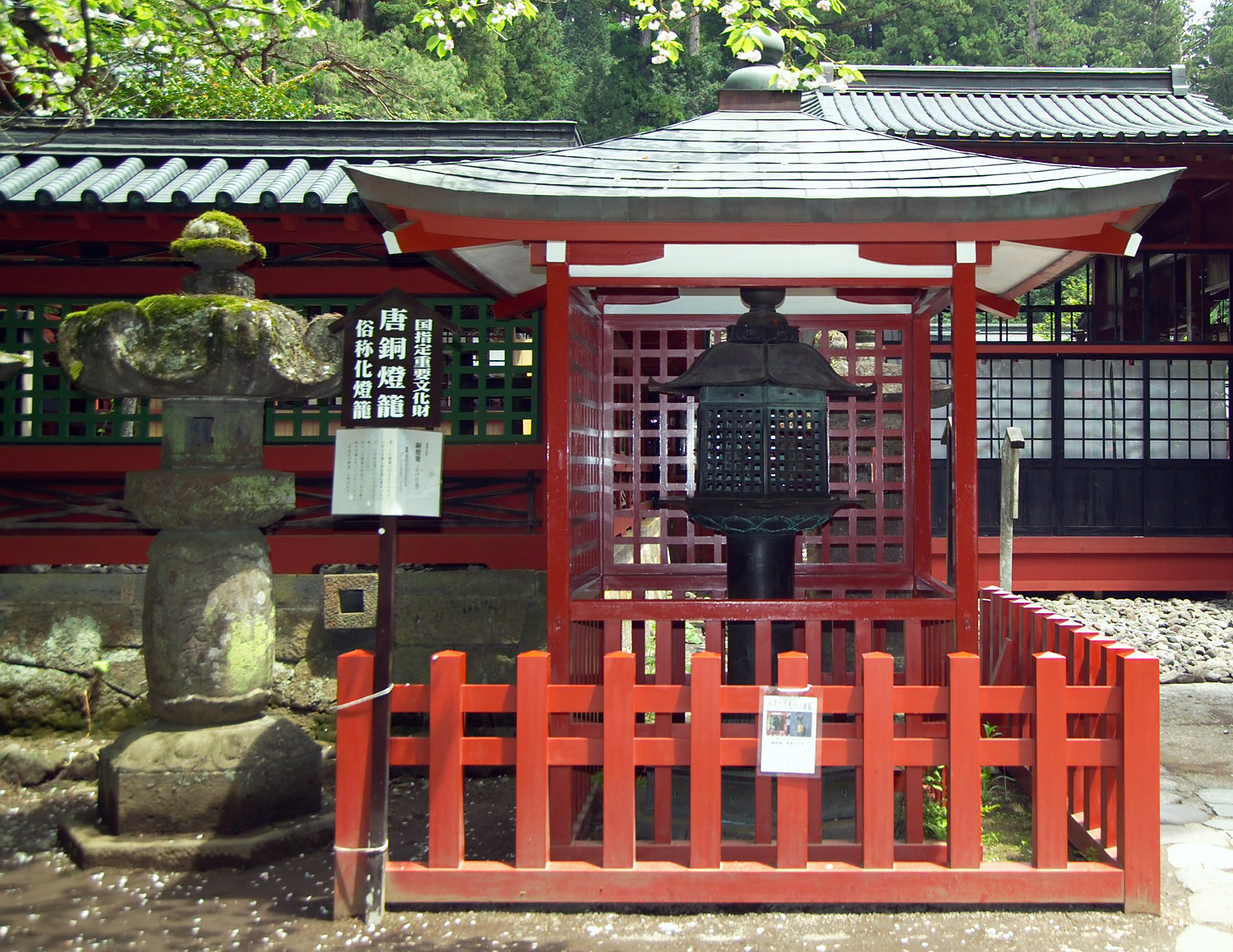
Lanterna com estilo chinês, o Bake-doro ("Lanterna Fantasma")
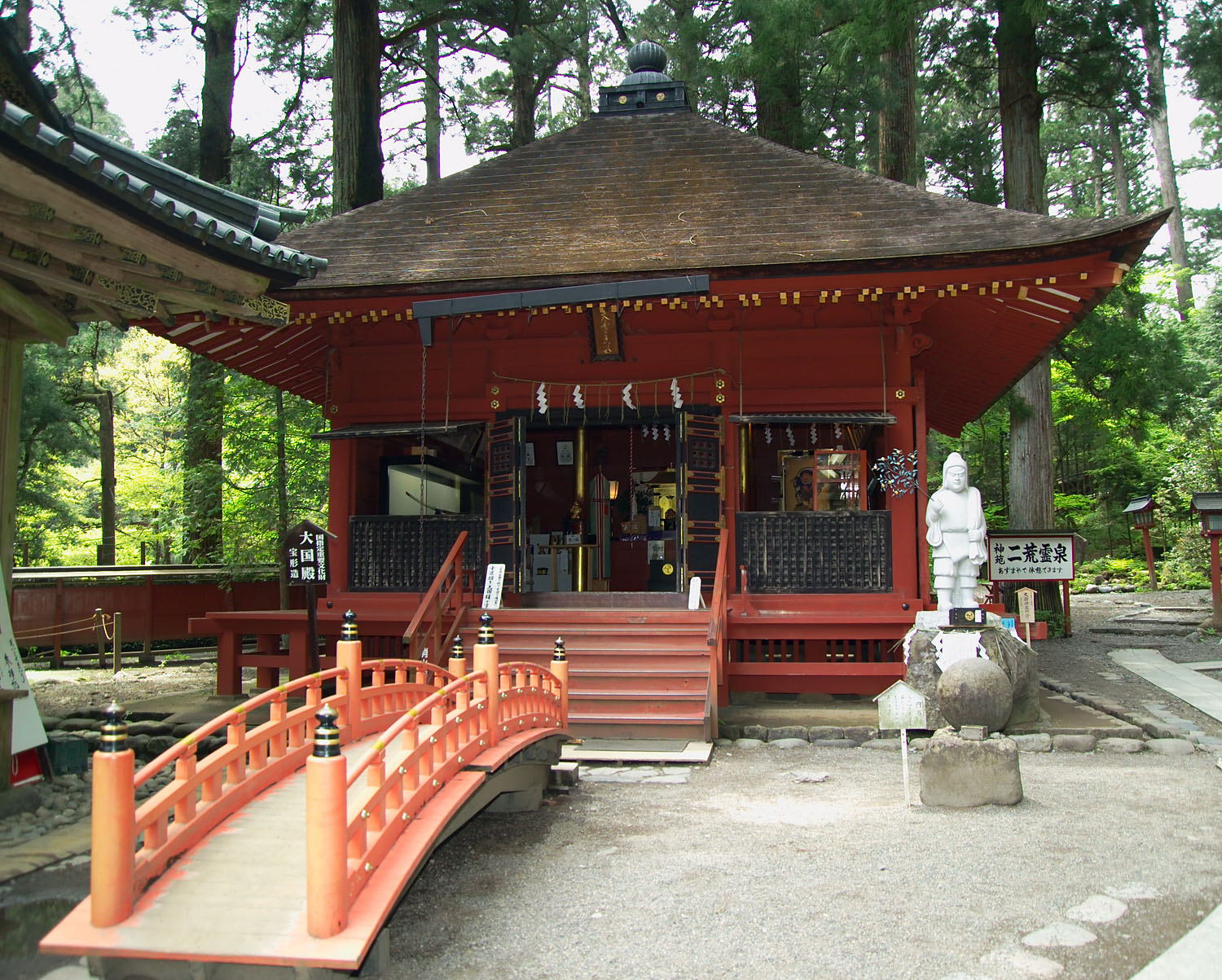
Daikoku-den 大黒殿
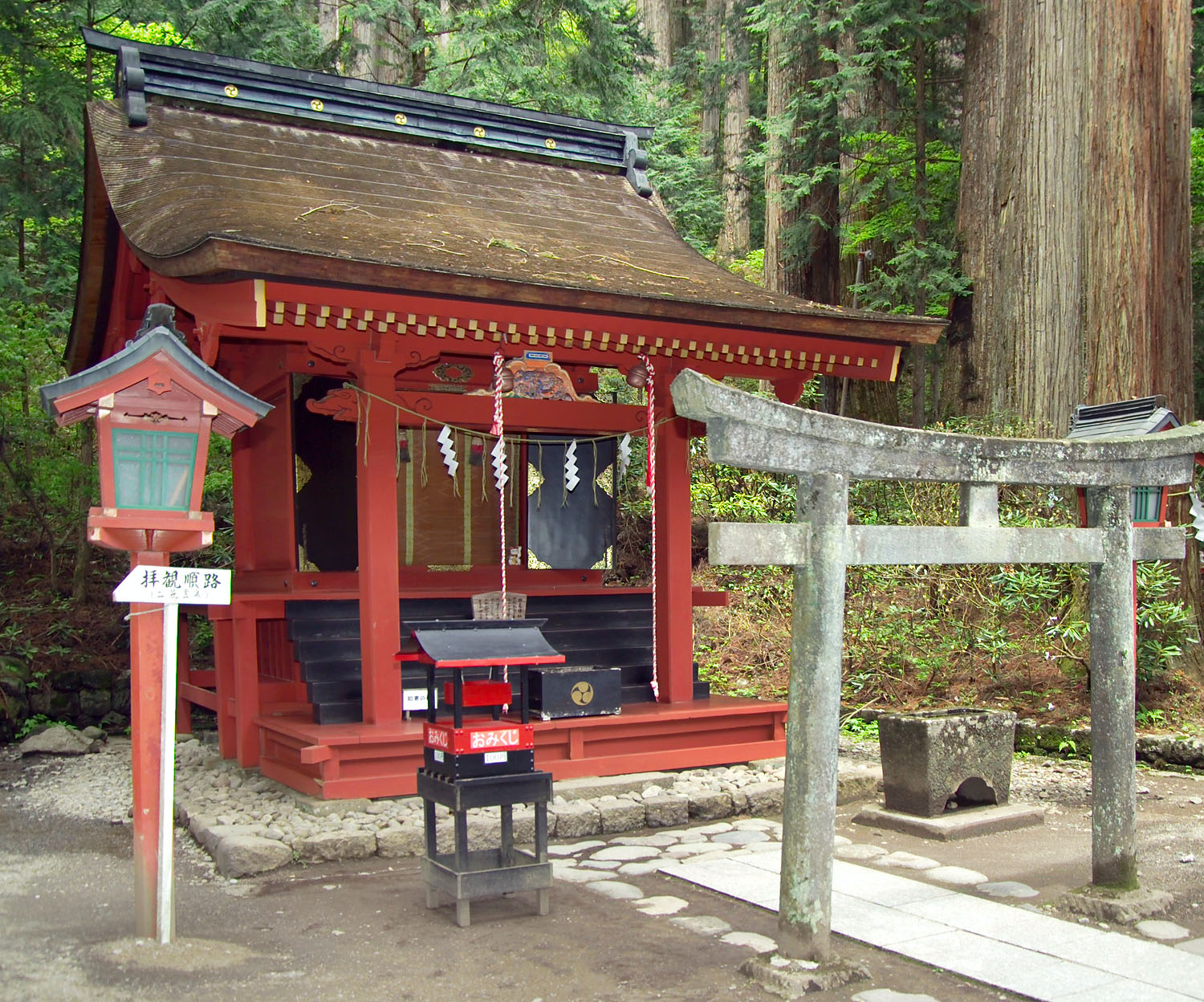
Mitomo Jinja
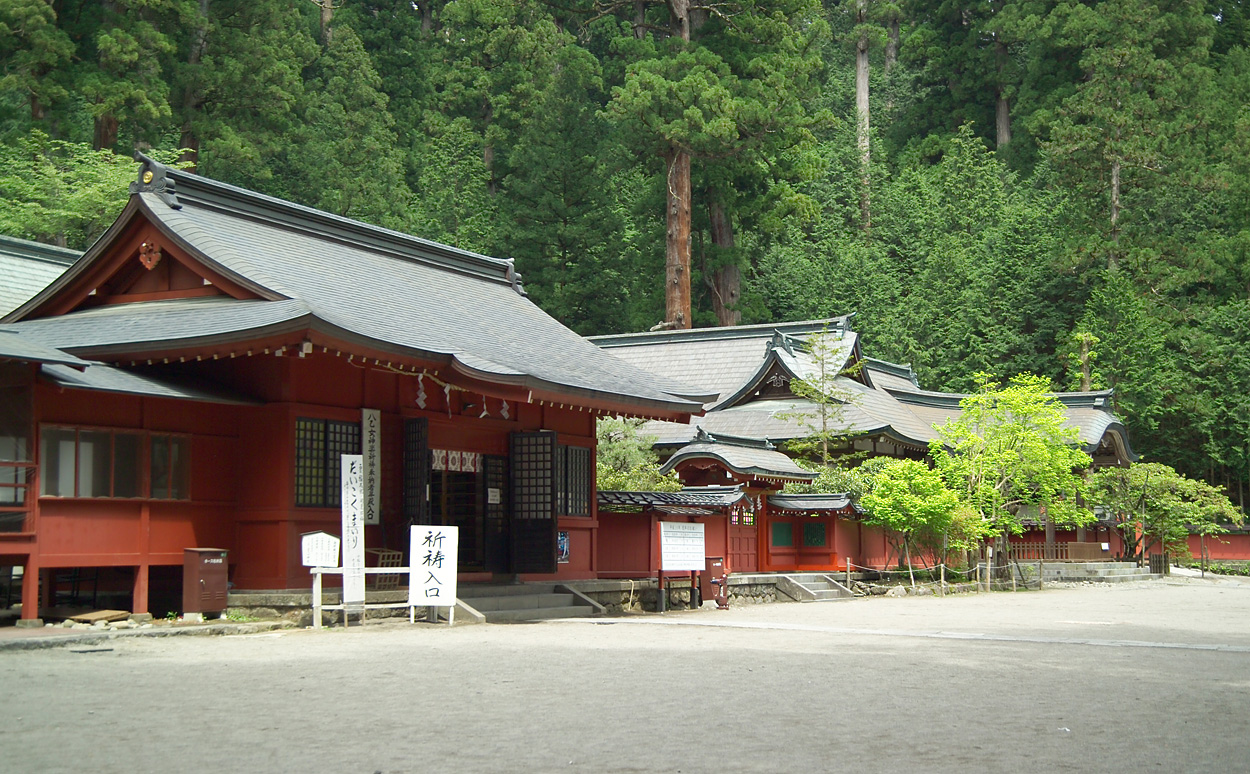
Outras construções do Futarasan jinja
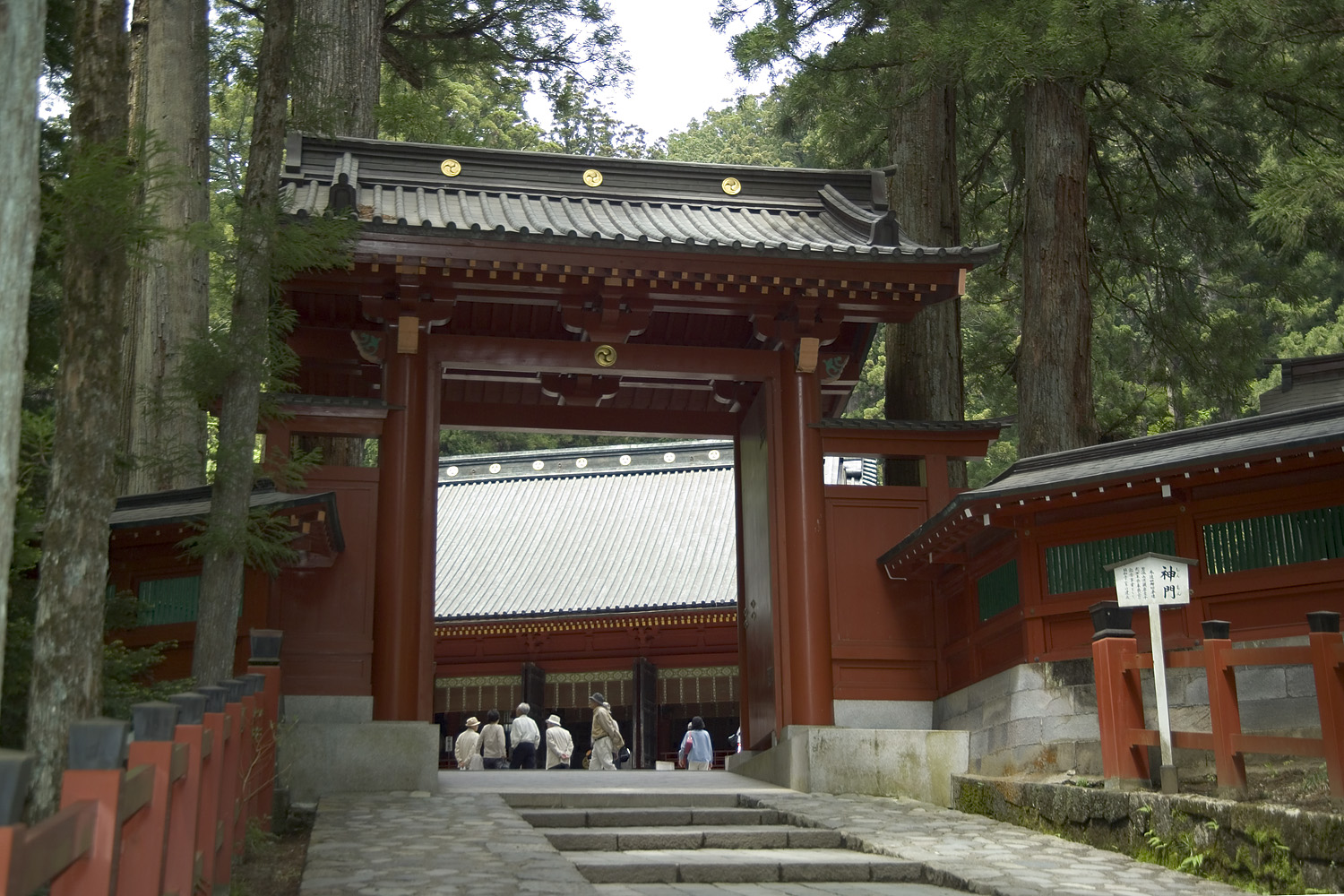
O portão leva ao recinto do templo